# Въстание (2001)
Въстание (на английски: Insurrextion) е второто годишно pay-per-view събитие от поредицата Въстание, продуцирано от Световната федерация по кеч (WWF). Събитието се провежда на 5 май 2001 г. в Лондон, Англия.

## Резултати
| №                                         | Резултати | Правила                                                                               | Време |
| ----------------------------------------- | --- | ------------------------------------------------------------------------------------- | ----- |
| 1                                         | Еди Гереро побеждава Гранд Мастър Секси | Индивидуален мач                                                                      | 4:30  |
| 2                                         | Радикалите (Пери Сатърн и Дийн Маленко) (с Тери Рънълс) поб. Холитата (Краш Холи, Хардкор Холи и Моли Холи)                                               | Смесен отборен мач                                                                    | 5:37  |
| 3                                         | Брадшоу поб. Грамадата | Индивидуален мач                                                                      | 3:20  |
| 4                                         | Острието и Крисчън поб. Дъдли бойз (Бъба Рей Дъдли и Дивон Дъдли), Харди бойз (Джеф Харди и Мат Харди) и X-Factor (Джъстин Кредибъл и Екс Пак) (с Албърт) | Четворен елиминационен мач                                                            | 13:20 |
| 5                                         | Крис Беноа поб. Кърт Енгъл 2-0 | Мач два от три туша                                                                   | 14:23 |
| 6                                         | Крис Джерико поб. Уилям Ригъл чрез предаване | Индивидуален мач за Купата на Кралицата                                               | 14:46 |
| 7                                         | Гробаря поб. Двама на мощно пътешествие (Ледения Стив Остин (ш) и Трите Хикса) (със Стефани Макмеън–Хелмсли)                                              | Хандикап мач за Титлата на WWF Гробаря може да спечели титлата само ако тушира Остин. | 17:12 |
| - (ш) – указва шампиона/шампионите в мача | |                                                                                       |       |

(*) Гробаря тушира Трите Хикса и не печели титлата